# Capela de Santa Catarina (Goa)
A Capela de Santa Catarina é uma capela dedicada à Catarina de Alexandria, situada na cidade de Goa Velha, pertencente ao conjunto de Igrejas e Conventos de Goa. Foi a primeira construção cristã na Índia.

## História
Em 1510, as tropas de Afonso de Albuquerque penetraram na cidade de Goa. Uma capela foi erguida junto à porta da muralha de Goa muçulmana, por onde os portugueses invadiram. Essa capela situava-se perto do local do Hospital Real, que se erguia a norte do Convento de São Francisco próximo do Arsenal e que não sobreviveu aos nossos dias, ou seja, respectivamente entre o local de armas e o centro da vida interior e mística.
Era uma modesta construção de taipa e de cobertura de palha, que seguiu aos planos deixados por Afonso de Albuquerque e executados por Diogo Fernandes. Foi reconstruída em 1550 por ordem do governador Jorge Cabral. Em 1607, a capela voltou a passar por uma grande reforma.
Durante o século XIX, esteve sob os cuidados dos Franciscanos, antes de retornar ao clero secular e à administração da Arquidiocese de Goa e Damão.
Por ocasião da exposição das relíquias de São Francisco Xavier em 1952, foi o primeiro edifício a sofrer intervenção pelo arquiteto Baltasar de Castro, funcionário da Direção‑Geral dos Edifícios e Monumentos Nacionais, numa grande operação de restauro e saneamento de Goa Velha.

## Arquitetura

### Exterior
Trata-se de um edifício de planta retangular com nave única, apresentando a cabeceira quadrangular. A volumetria é simples e a fachada com três corpos separados por pilastras. O corpo central possui uma porta axial de verga reta, em pedra, com frontão triangular interrompido, encimado por uma janela ladeado por duas torres sineiras de secção quadrangular e cobertura em telhado de duas águas.

### Interior
O interior da igreja é de uma só nave, sendo a capela-mor de pedra, com teto em forma cilíndrica de tonel, também em pedra.